# Esquermes
Esquermes [ekɛʁm] est une ancienne commune du Nord, intégrée à Lille en 1858, en même temps que les communes de Wazemmes, Moulins et Fives.

## Géographie
La commune d'Esquermes était délimitée :
- à l'ouest par les limites communales actuelles de Lille[1]
- à l'est, par le tracé des actuelles rues Paul Lafargue et Deschodt qui séparaient Esquermes de Wazemmes. Plus au sud, la limite entre Esquermes et Wazemmes / Moulins était matérialisée par la rue de Marquillies[2]. Plus au nord, la limite serpentait autour de la rue Saint-Jean-Baptiste-de-la-Salle pour rejoindre l'avenue de Dunkerque au niveau de la clinique des Bois-Blancs[3].
- l'ancienne limite communale passe également à la jonction de la rue d'Esquermes et de la rue Léon-Gambetta et suit l'axe de cette voie sur une centaine de mètres. À partir de l'angle de la rue Deschodt, le côté pair de la rue comprend les immeubles 2 à 20 « rue d'Esquermes » tandis que font face, côté impair de la rue, les immeubles 431 à 463 « rue Léon-Gambetta ».

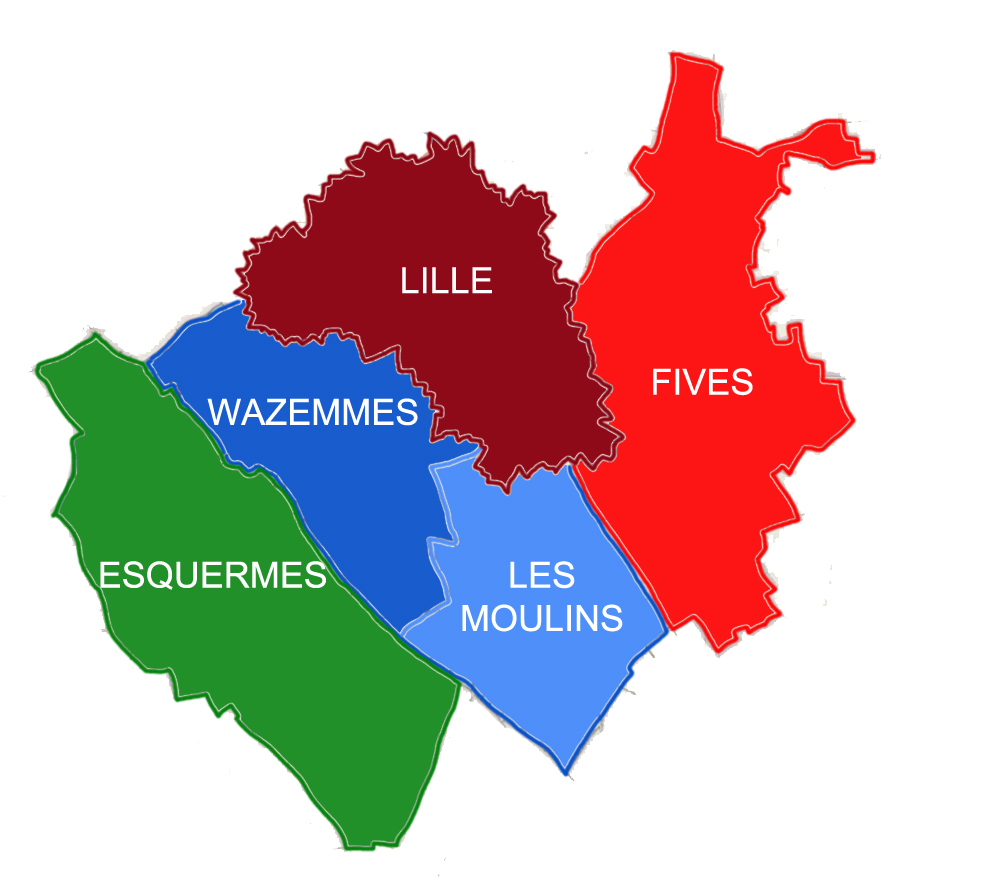
Communes avant l'agrandissement de Lille en 1858.

## Toponymie
Esquermes signifierait étymologiquement : « terrain bas et marécageux ».

## Histoire
Les origines d'Esquermes remontent à l'époque mérovingienne (un cimetière a été découvert par Henri Rigaux au XIXe siècle). Plus récemment, un édifice rural de la fin du Xe siècle a été fouillé rue Virginie Ghesquière, non loin de la chapelle Notre-Dame-de-Réconciliation sous laquelle ont été également découverts des vestiges de la même période.
Le  territoire d’Esquermes, approximativement les quartiers actuels de Vauban-Esquermes, Bois-Blancs, Faubourg de Béthune et Faubourg des Postes, fit partie avec toute la région environnante (Pévèle, Mélantois) du marquisat de Flandre, gouvernement militaire constitué par Charles le Chauve dont le premier titulaire fut Baudouin à partir de 866.
Le village est connu au XIIIe siècle (une des rues du Vieux-Lille se nomme aujourd'hui encore rue Esquermoise). La chapelle Notre-Dame-de-Réconciliation fut érigée à cette époque.
Avant la Révolution française, plusieurs seigneuries avaient leur siège sur Esquermes. En avril 1610, Sébastien Alatruye, dit de le Vigne, est le titulaire de la seigneurie de la Haute-Anglée sur Esquermes, achetée le 4 juin 1591 pour le prix principal de 17 800 florins, de même que de celle de La Haye sur Wavrin et de Cliquenois à Verlinghem. Il bénéficie le 30 avril 1610 d'une sentence de noblesse rendue par la gouvernance de Lille, malgré l'opposition des services fiscaux (les nobles ou reconnus nobles ne payaient pas l'impôt). Il est bourgeois de Lille depuis le 4 octobre 1574. Fils de Louis, bourgeois de Lille, il épouse Hélène Leboucq, morte avant le 10 novembre 1618,.
Jean Alatruye, dit de le Vigne, (1611-1670), est le seigneur de la Haute-Anglée, Malcot. Fils de Noël, écuyer, marchand, bourgeois de Lille, et de Claire Bave, il est baptisé à Lille le 24 novembre 1611, devient bourgeois de Lille le 16 janvier 1634 et meurt le 22 septembre 1670. il est enterré dans la chapelle de jésus dans l'église Saint-Sauveur de Lille.Il épouse Anne Pouvillon (1614-1698), dame de Waternes, fille de François et de Marie de Fourmestraux, baptisée à Lille le 31 décembre 1614, et morte le 23 avril 1698, à 84 ans.
Une seigneurie de La Haye existait également sur Esquermes. Lui est liée le château de la Haye d'Esquermes. Jean Stappart ou Stappaert (1628-1704), fils de Jean Stappart, natif d'Anvers, marchand, bourgeois de Lille, fondateur d'un orphelinat pour filles à Lille, et de Jossine Le Candele, est seigneur de La Haye sur Esquermes. Né en janvier 1628 à Lille (baptisé le 23 janvier 1628), il devient bourgeois de Lille le 27 juin 1670, est créé trésorier de France au bureau des finances de la généralité de Lille le 7 janvier 1693, exerce la fonction dix ans et meurt à Lille le 4 avril 1704. Il épouse à Lille le 7 mai 1670 Isabelle Ramery, fille de Jean Baptiste et de Barbe de Casteckère.
Son fils Jean Baptiste Stappart (1672-1753) lui succède dans la seigneurie.Il nait à Lille en février 1672 (baptisé le 21 février 1672), devient bourgeois de Lille le 14 janvier 1705. En octobre 1706, il est anobli par lettres données à Versailles. Il meurt à Lille le 8 décembre 1753. Il se marie à Lille le 25 novembre 1704 avec Marie Ernestine Cardon, fille de Philippe, seigneur du Bourg et de Marie Jeanne Fruict. Le couple n'a pas d'enfants.
Le village s'est développé au début du XIXe siècle et les constructions de la rue principale du village, l'actuelle rue d'Esquermes, rejoignent celles de la rue de Lille ou Notre-Dame (actuelle rue Léon-Gambetta) à Wazemmes . La limite entre les deux anciennes communes correspond à l'endroit où la rue d'Esquermes change de dénomination et devient la rue Léon-Gambetta.
La population d'Esquermes passe de 1 298 habitants en 1804, 2 500 en 1850 et  3 731 en 1856.
Cette croissance était cependant relativement modérée en comparaison avec celle des communes voisines de Wazemmes et de Moulins.

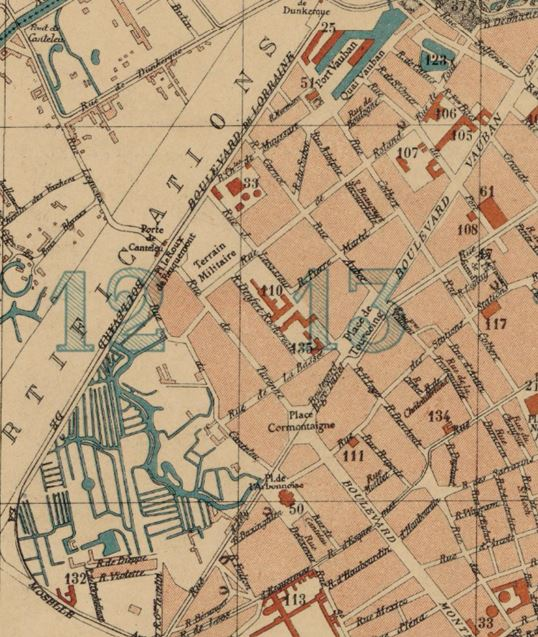
Esquermes-Vauban en 1892

La partie urbanisée était limitée aux environs de l'actuelle rue d'Esquermes, de la rue de Canteleu, de la place de l'Arbonnoise. Toute la partie sud-ouest d’Esquermes à l'intérieur de l'enceinte fortifiée du Second Empire, au sud de la rue de Canteleu, était parcourue par les multiples bras de l’Arbonnoise (un des cours primitif de la Deûle).
Ce secteur  ne fut urbanisé avec la couverture ou le remblaiement des rivières qu’au début du XXe siècle .  
Esquermes avait plutôt un caractère bourgeois avec des maisons de campagnes et des pensionnats.
Quelques établissements industriels importants s’y installèrent cependant à partir du milieu du XIXe siècle (sucrerie de Bigo-Danel, filature Thiriez, usines Delebart-Mallet place Cormontaigne) entraînant la création de rues ouvrières comprenant plusieurs courées (7 en 1856) . Esquermes connaît une importante croissance démographique à la fin XIXe siècle sa population atteignant 12 012 habitants en 1882 et 16 150 habitants en 1902.
La commune d'Esquermes a été annexée à Lille par décret impérial le 13 octobre 1858 avec Wazemmes, Fives et Moulins. À la suite de cette annexion, l'enceinte fortifiée de Lille qui était située au nord de Wazemmes a été déplacée au début des années 1860 pour englober la plus grande partie des communes de Wazemmes et de Moulins ainsi qu'une fraction du territoire d'Esquermes autour de l'ancien village.
Des axes rectilignes sont tracés lors de cet agrandissement, rue d'Isly, rue de Turenne, rue de la Bassée (limitée jusque vers ̈1900) au tronçon entre la place de Tourcoing, actuelle place du Maréchal-Leclerc), boulevard Montebello. Cependant, l'espace compris entre le boulevard de la Moselle, la rue de Canteleu et le rue d'Isly parcouru par de multiples bras de l'Arbonnoise ne s'urbanise qu'au début du XXe siècle.

## Héraldique
| Blason | Blasonnement : De gueules, au nom d'Esquermes d'or, mis en bande entre deux cotices du même, et accompagné en chef à senestre d'un écu d'or au lion de sable. |

## Politique et administration
Maire en 1802-1803 : P. Lecroart.
Maire en 1807 : Dreptin.
Maire en 1808 : Waymel.

## Démographie
| 1793  | 1800  | 1806  | 1821  | 1831  | 1836  | 1841  | 1846  | 1851  |
| ----- | ----- | ----- | ----- | ----- | ----- | ----- | ----- | ----- |
| 1 045 | 1 185 | 1 308 | 1 475 | 1 642 | 1 645 | 2 181 | 2 659 | 3 127 |

| 1856  | - | - | - | - | - | - | - | - |
| ----- | - | - | - | - | - | - | - | - |
| 3 731 | - | - | - | - | - | - | - | - |

## Sites particuliers
- La Chapelle Notre-Dame-de-Réconciliation de Lille est située rue de Canteleu, dans le quartier Vauban-Esquermes. Érigée au cours de la première moitié du XIIIe siècle à la demande de la comtesse Jeanne de Constantinople, c'est le plus ancien sanctuaire de Lille[17]. Elle a été inscrite à l'inventaire des monuments historiques en décembre 1926[18].
- Le château de la Haye d'Esquermes construit en 1679, classé Monument historique en 1929, détruit en 1946 lors de la construction du Port de Lille, était situé sur le territoire de la commune.